# Geotrypetes
Genre
Geotrypetes est un genre de gymnophiones de la famille des Dermophiidae.

## Répartition
Les trois espèces de ce genre se rencontrent en Afrique de l'Ouest tropicale.

## Liste des espèces
Selon Amphibian Species of the World (10 février 2014) :
- Geotrypetes angeli Parker, 1936
- Geotrypetes pseudoangeli Taylor, 1968
- Geotrypetes seraphini (Duméril, 1859)

## Publication originale
- Peters, 1880 : Schädel von zwei Cäcilien, Hypogeophis rostratus und H. Seraphini. Sitzungsberichte der Gesellschaft Naturforschender Freunde zu Berlin, vol. 1880, p. 53-55 (texte intégral).